# Craspedosis stenodes
Craspedosis stenodes là một loài bướm đêm trong họ Geometridae.